# Serwest
Serwest is een plaats in de Duitse gemeente Chorin, deelstaat Brandenburg, en telt 344 inwoners (2006).